# Avaray
Avaray é uma comuna francesa na região administrativa do Centro, no departamento Loir-et-Cher. Estende-se por uma área de 13,89 km². Em 2010 a comuna tinha 750 habitantes (densidade: 54 hab./km²).